# Ґюдбрандур Торлакссон
Ґюдбрандур Торлакссон (ісл. Guðbrandur Þorláksson; 1541 — 20 липня, 1627) — ісландський лютеранський єпископ Голар-ін-Г'яльтадалюру (Гоуляр, північна Ісландія), математик та картограф.

## Життєпис
Навчався в катедральній школі в Гоулярі та Університеті Копенгагена, і був успішним ректором школи в Скалгольті, лютеранським священником у Брейзабольстадур та лютеранським єпископом Гоуляра до своєї смерті 20 липня 1627 року.
Видав та опублікував щонайменше 80 книг у період свого єпископства, включаючи Біблію на ісландській мові, книгу ісландських законів — юридичний кодекс. Він також відомий як автор першої добротної мапи Ісландії 1590 року.
Мав щонайменше одну дитину, дочку на ймення Стейнунн, котру йому народила Ґудрюн Ґісладоттір у 1571 році.
Був зображений на купюрі 50 ісландських крон.